# Lichtung

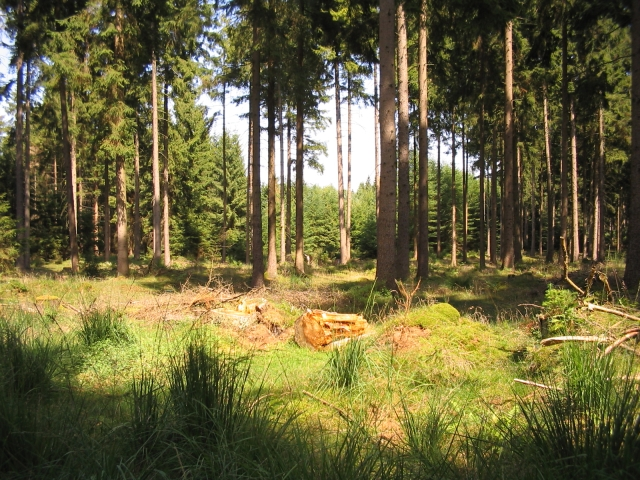
Lichtung in einem Fichtenbestand

Eine Lichtung oder Blöße (veraltet: Lichte oder auch Helle) ist eine baumfreie Fläche inmitten eines Waldes. Im Sinne des  Bundeswaldgesetzes gilt sie in Deutschland als Wald.

## Ökologische Funktion
Da Lichtungen innerhalb geschlossener Waldbestände zusätzliche Strukturelemente schaffen und lichtliebenden Pflanzen einen Lebensraum bieten, wird durch sie der Artenreichtum eines  Walds erhöht. Außerdem bieten sie Äsungsflächen für Wild.

## Entstehung einer Lichtung
Eine Lichtung kann natürlich oder anthropogen entstehen. Natürliche Ursachen können Stürme, Feuer oder Kalamitäten sein. Anthropogene Ursachen können Kahlhieb, Umweltkatastrophen oder Brandstiftung sein. Soll auf Grund ökologisch wertvoller Vorkommen oder nutzungsbedingter Notwendigkeit eine Lichtung erhalten werden, so muss sie gepflegt werden. Der natürliche Entwicklungszyklus würde sonst durch die am Rand der Lichtung stehenden Bäume wieder einen Wald entstehen lassen.

## Lichtung (Durchforsten)
Im Waldbau werden mit Lichtung Holzerntemaßnahmen bezeichnet, deren Eingriffsstärken deutlich über denen einer Durchforstung liegen, die aber noch kein Kahlschlag sind. Hierbei werden so viele Bäume aus einem Bestand entnommen, dass der Kronenschluss dauernd unterbrochen wird. Häufig dient ein solcher Lichtungshieb oder Lichtschlag der Einleitung der Verjüngung. Der Dickenzuwachs der im Bestand verbleibenden Bäume wird durch einen solchen Eingriff beschleunigt und wird dementsprechend Lichtungszuwachs genannt. Forstbetriebe, die diese Möglichkeit der schnelleren Starkholzerzeugung nutzen, werden Lichtungsbetriebe genannt.